# Thorns (album)
| Recensione          | Giudizio |
| ------------------- | -------- |
| AllMusic            | [ 1 ]    |
| Chronicles of Chaos | [ 2 ]    |

Thorns è il primo album in studio del gruppo musicale norvegese black metal Thorns. Il disco venne pubblicato nel 2001 su etichetta Moonfog Productions.

## Il disco
L'album vede la partecipazione di musicisti ospiti quali Satyr (dei Satyricon), Aldrahn (dei Dødheimsgard) e Hellhammer (dei Mayhem). Stilisticamente, Thorns è abbastanza differente sia rispetto a Trøndertun, sia a Grymyrk, il primo demo dei Thorns; presentando forti influenze Industrial metal, in particolare in tracce come Shifting Channels e Underneath the Universe, Part 1.

## Tracce
1. Existence - 4:11
2. World Playground Deceit - 7:07
3. Shifting Channels - 6:16
4. Stellar Master Elite - 3:52
5. Underneath the Universe 1 - 7:47
6. Underneath the Universe 2 - 7:29
7. Interface to God - 4:35
8. Vortex - 6:45

## Formazione
- Aldrahn (Bjørn Dencker) – voce (tracce 1, 3, 6)
- Satyr (Sigurd Wongraven) – voce, produzione, missaggio, masterizzazione audio (tracce 2, 4, 6, 7)
- Blackthorn (Snorre V. Ruch) – chitarra, basso, tastiere, programming, voce in Vortex, produzione, missaggio, mastering
- Hellhammer (Jan Axel Blomberg) – batteria

Produzione
- Mike Hartung – registrazione, ingegnere del suono, missaggio audio, mastering
- Morten Lund – mastering

## Curiosità
- I campionamenti «Jesus, what a mindjob» e «So you're here to save the world» nella traccia Existence sono tratti dal film Matrix (1999).